# Церковь Богоявления Господня (Кугаев)
Церковь Богоявления Господня (укр. Церква Богоявлення Господнього) — деревянный греко-католический храм в селе Кугаев. Памятник архитектуры национального значения. Характерный образец бойковского типа церквей.
Согласно дате, указанной на перекладине, храм построен в 1693 году. Реставрирован на средства общины в 1874 году. Ремонт проводился также в 1985 году. Тогда в частности был заменён гонт. Церковь трёхверховая: центральный сруб имеет трёхуровневое ступенчатое перекрытие, а два боковых — двухуровневые. К алтарной части с севера пристроена ризница. Сохранился иконостас работы народных мастеров. Колокольня деревянная, каркасной конструкции, трехъярусная, с частично открытым первым ярусом, датируемая XVIII веком.
После строительства в 1990-х годах новой каменной церкви, храм использовался редко и постепенно пришёл в упадок. В 2010 году по заказу областного управления охраны культурного наследия выполнена проектно-сметная документация, однако средств на реставрацию не было выделено и работы не были начаты. В конце 2012 года в социальных сетях стартовала акция по спасению храма. В августе 2013 года на собранные средства установлено охранную и противопожарную сигнализацию.